# Johann Friedrich Droysen
Johann Friedrich Droysen (* 19. Juli 1770 in Greifswald; † 10. Oktober 1814 ebenda) war ein deutscher Mathematiker und Astronom.
Johann Friedrich Droysen entstammte einer Predigerfamilie aus Schwedisch-Pommern, die mehrere Gelehrte hervorbrachte. Sein Vater Julius Friedrich Droysen († 10. Mai 1785) war praktischer Arzt in Greifswald und Assessor am Sanitätscollegium. Durch den späteren Barther Pastor Dorn in Privatunterricht vorgebildet, studierte Johann Friedrich Droysen von 1788 bis 1792 an der Universität Greifswald Theologie, danach an der Universität Jena für ein Jahr Philosophie. Nach Vorpommern zurückgekehrt, wurde er Hauslehrer beim Kammerherrn Felix von Behr, den er auf Reisen als Führer begleitete.
1799 wurde er Adjunkt an der philosophischen Fakultät der Universität Greifswald und hielt dort Vorlesungen zur Mathematik und zur Physik. Von Mai 1802 bis März 1803 hielt er vor einer großen Zuhörerschaft freie Vorlesungen über Experimentalphysik sowie zur mathematischen und physischen Erdbeschreibung. 1806 wurde er außerordentlicher, 1812 ordentlicher Professor für Mathematik und Astronomie. 1813 wurde er zum Rektor der Hochschule gewählt. Er verfasste mehrere Schriften zu naturwissenschaftlichen und wissenschaftshistorischen Themen.

## Schriften (Auswahl)
- Progr. über den zweckmäßigen Vortrag und den Nutzen der juristischen Mathematik. Greifswald 1798.
- Rede von den Verdiensten der Schwedischen Gelehrten um die Mathematik und Physik. Greifswald 1800.
- Bemerkungen, gesammelt auf einer Reise durch Holland und einen Theil Frankreichs im Sommer 1801. Dietrich, Göttingen 1802. (Digitalisat)
- Über den Gebrauch der Hadleyschen Oktanten, besonders zu Beobachtungen auf der See. Ein Einladungs-Progr. Greifswald 1804.